# Jozena
Jozena är ett släkte av skalbaggar. Jozena ingår i familjen vivlar.
Kladogram enligt Catalogue of Life:
| Jozena | \| \| Jozena cybeba \| \| \| \| |
|        | \| \| Jozena cybeba \| \| \| \| |
|        | Jozena cybeba                   |
|        |                                 |